# Лють космосу
Лють космосу (англ. Space Fury) — канадський фантастичний трилер 1999 року.

## Сюжет
Російська космічна станція приймає на борт членів екіпажу американського шаттла, який розбився об астероїд. Але один з врятованих — вбивця, що ховається від правосуддя, і незабаром нічого не підозрюючі астронавти стають жертвами низки майстерно підстроєних нещасних випадків. Заволодівши управлінням, маніяк направляє космічну станцію на зіткнення з Землею, погрожуючи знищенням мільйонам жителів одного з найбільших міст світу.

## У ролях
- Майкл Паре — Конрад
- Ліза Бінглі — Рене
- Тоні Кертіс Блонделл — Макс
- Ненад Петрович — Юрій
- Крістіан Відоса — Ігор
- Віктор Альтомаре — детектив Ростов
- Джордж Чувало — маршалл Попов
- Стейсі Фокс — Медді
- Борис Лінзендер — Василь
- Мартіна Пернова — Наташа
- Борис Бухот — детектив Невський
- Таня Дойл — технік зв'язку
- Альберт Гаврилін — технік 1
- Емілія Антонеску — Streetwalker
- Сенді Кайзер — Мерилін
- Зеєв Фрід — віце-прем'єр
- Метт Хуммель — перекладач
- Морріс Дюранте — російський офіцер
- Джон Ф. Менкареллі — генерал
- Френсіс Амаро — полковник
- Герберт Гюнтер — російський офіцер
- Клодін Де Йонг — Аріанна
- Майкл Камерон — Влад
- Стенлі Кац — Михаїл
- Вінстон МакДональд — Леон
- Нік Друрі — керівник групи
- Джордж Чортов — слідчий
- Майкл Аллен — терорист
- Девід Кінг — терорист
- Річард Бачинський Гувер — терорист
- Ерік Педерсен — терорист
- Женя Валкін — терорист